# C.C.
C.C. (jap. シー・ツー Shī Tsū) – postać fikcyjna, protagonistka anime oraz mangi Code Geass. W anime głosu użycza jej Yukana. Koncepcja postaci została stworzona przez grupę Clamp.

## Opis postaci
C.C. jest nieśmiertelną kobietą o zielonych włosach i złotych oczach. Jej prawdziwe imię nigdy nie jest przedstawione w anime, ani w mandze, jednak wymawia ona swoje imię przez sen, podczas gdy Lelouch przy niej czuwa. Z charakteru jest osobą chłodną, upartą i nieznoszącą żartów. O jej przeszłości niewiele wiadomo – urodziła się prawdopodobnie w czasach średniowiecznych i w dzieciństwie była niewolnicą. Spotkała wówczas zakonnicę, która zaopiekowała się nią i umożliwiła spełnić jej marzenie (być kochaną) poprzez podarowanie jej mocy – Geass. Jednocześnie zawarła z nią umowę – C.C. miała zabić zakonnicę i zająć jej miejsce, stając się nieśmiertelną. Wraz z osiągnięciem nieśmiertelności zatraciła też swoje wspomnienia z traumatycznego dzieciństwa.
Żyjąc w świecie, gdzie Wielka Brytania opanowała większość świata, w tym Japonię, a wszelkie konflikty zbrojne odbywają się za pomocą mechów (Rycerzy Mroku), spotyka młodego Brytyjczyka, Leloucha Lamperouge'a, który został niesłusznie oskarżony o współpracowanie z japońskimi ruchami niepodległościowymi. C.C. zaproponowała mu wówczas moc Geass, która polegała na kontrolowaniu umysłu innych, pod warunkiem, że – gdy przyjdzie czas –  Lelouch spełni jej prośbę. Od tej pory staje się jego wspólniczką i pomaga mu w tworzeniu ruchu oporu – Zakonu Czarnych Rycerzy. Przez dłuższy czas, ona jako jedyna znała prawdziwą tożsamość Zero – do momentu, w którym poznała ją Shirley. Krótko po tym, C.C. zaczyna szukać jej dawny podopieczny, któremu podarowała Geass – Mao. Jedenaście lat przed akcją serii, C.C. zaopiekowała się 6-letnim wówczas Mao i podarowała mu Geass, który pozwalał czytać w myślach. Mao był przekonany, że C.C. go kocha i chciał ją porwać, za co został wielokrotnie postrzelony przez policję (na rozkaz Leloucha). C.C. ma także zwyczaj mówienia, kiedy jest sama, co sprawia wrażenie, jakby mówiła do siebie. Okazało się, że jej rozmówcą jest duch Marianne vi Britannia, matki Leloucha. Kiedy Nunnally zostaje porwana, C.C. stara się zatrzymać Jeremiaha, by umożliwić Zero ratowanie siostry.
W drugim sezonie całując Leloucha, przywraca mu wspomnienia o Zero oraz moc Geass. Staje się ona wówczas prawą ręką Zero i nierzadko jego zastępczynią. Pomimo że jest poszukiwana przez wojska brytyjskie, bierze także czynny udział w odbiciu członków Zakonu Czarnych Rycerzy i odzyskaniu ich zaufania. Kiedy Rolo (podstawiony brat Leloucha) grozi Lamperouge'owi śmiercią, ten obiecuje mu  wydać C.C., a następnie przekonuje go do stanięcia po stronie Zakonu. Z czasem Zero dowiaduje się, że C.C. w przeszłości była liderką organizacji „Kult Geass”, prowadzącej badania nad tajemną mocą i werbującej nowych członków. W pewnym momencie odeszła z Kultu, a jej miejsce zajął V.V. – starszy brat Imperatora Charlesa zi Britannia. Kiedy Lelouch decyduje się zniszczyć Kult Geass (który uważa za źródło całego zła), C.C. przystępuje do walki razem z nim. Wkrótce potem oboje udają się na Wyspę Bogów, gdzie trafiają do innego wymiaru (Miecz Akashy) i spotykają Imperatora. Wówczas C.C. wyjawia Lelouchowi warunek umowy – pragnie umrzeć i to właśnie Lamperouge ma ją zabić. Chłopak zdecydowanie odmawia i ratuje C.C., jednak w wyniku całego zajścia dziewczyna traci pamięć. Odzyskuje ją dopiero po zdradzie Zakonu Czarnych Rycerzy, dzięki pomocy Anyi – jednej z Rycerzy Okrągłego Stołu, w której zapieczętowana jest dusza królowej Marianne. Ponownie znajdując się na Wyspie Bogów (w wymiarze Miecz Akashy), C.C. przychodzi z pomocą, gdy Lelouch usiłuje zabić swojego ojca. Po śmierci Charlesa i Marianne, Lelouch zostaje nowym imperatorem, natomiast C.C. wraz z Suzaku – jego najbliższymi współpracownikami, pomagającymi obalić Schneizela i odzyskać Nunnally. Po śmierci Zero i objęciu władzy przez Nunnally, C.C. odeszła, nie angażując się w spory polityczne.

## Odbiór
C.C., w latach 2007 i 2008, została wybrana najlepszą żeńską postacią w cyklu Anime Grand Prix, przyznawaną przez magazyn Animage. W 2006 roku zajęła 3. miejsce.